# ماگدا یولین
ماگدا یولین (انگلیسی: Magda Julin؛ ۲۴ ژوئیهٔ ۱۸۹۴ – ۲۱ دسامبر ۱۹۹۰) اسکیت‌باز نمایشی اهل سوئد بود.